# 14135 Cynthialang
14135 Cynthialang è un asteroide della fascia principale. Scoperto nel 1998, presenta un'orbita caratterizzata da un semiasse maggiore pari a 2,4520389 UA e da un'eccentricità di 0,1983081, inclinata di 3,20026° rispetto all'eclittica.